# Locros fils de Phéax
Pour les articles homonymes, voir Locros.
Dans la mythologie grecque, Locros (en grec ancien Λοκρός / Lokrós) est le fils de Phéax et le frère d'Alcinoos.

## Source
- Conon, Narrations [détail des éditions] [lire en ligne], III.